# Кун Маулейн
Кун Маулейн (на нидерландски: Coenraadt „Coen“ Moulijn) – нидерландски футболист, играл като ляво крило за Фейенорд, и носител на Купата на европейските шампиони през 1970 г.
Той е част от златното поколение на ротердамския отбор, който за първи път в историята на нидерландския футбол печели КЕШ през 1970 г. Робин ван Перси го нарича „Меси на своето време“.

## Началото
Първото му тренировъчно игрище е стената на една фабрика в Северен Ротердам. Шутирайки по нея, Маулейн се научава да владее топката с двата крака. По-късно, когато фабриката е разрушена, кметството променя архитектурния план на града, нареждайки стената да бъде запазена в естествен вид. Днес, тя се е превърнала в местна забележителност, известна като Стената на Маулейн.
На 17-години талантът започва да играе в малкия клуб Ксерксес, където бива забелязан от друга легенда – Фаас Уилкес, играл в Интер, Торино и Валенсия. Само година по-късно Маулейн попада в полезрението на най-големия клуб в града – Фейенорд, и скоро е закупен за 25 000 гулдена – колосална за онова време сума. Парите са напълно достатъчни Ксерксес да се премести на нов стадион далече от омразния на всички техни фенове Спарта.

## Кариера
Дебютът на Маулейн за червено-белите е на 18 септември 1955 г. срещу МВВ Маастрихт. В този ден дрибълът му довежда до истински религиозен екстаз по трибуните.
През 1961 г. Барселона опитва да го отмъкне, но Фейенорд категорично отказва за преговаря за него. За да го задържат, от нидерландския клуб му предлагат осемгодишен договор – истински прецедент за онова време. Парите той инвестира в магазин за дамска мода, обезпечавайки бъдещето на семейството си.
Апотеозът в кариерата му е на 8 септември 1965 г. Тогава Фейенорд посреща Реал (Мадрид) на Де Кайп.
Още след като научава за жребия, президентът на нидерландците Кор Киебоом примирено заявява: „По-добре да те сгази Ролс-Ройс, отколкото трактор“. В крайна сметка се оказва, че прегазен е „Белият балет“. Маулейн прави каквото си иска на терена с персоналния си пазач Висенте Миера (бъдещ национален селекционер на Испания). Все пак Реал продължава напред след 5:0 на реванша, но Маулейн окончателно се е утвърдил като играч от европейска величина.
В Нидерландия най-запомнящият се негов мач е победата над Аякс с 9:4 през 1964 г. в първия мач на Йохан Кройф в дербито.
През 1971 г. той едва не загива при автомобилна катастрофа, а през април 1972 г. се налага полицията да опровергае слуховете, че се е самоубил. През 2010 г. той нещастно губи своя син Рай (кръстен в чест на Раймон Копа и според думите на негови приятели оттогава загубил интерес към живота.

## Куриози
Маулейн е един от малкото играчи, на които приживе е открит паметник. Тое е издигнат през 2009 г. пред главния вход на Де Кайп. Всъщност това не е единственият знак на уважение към него, ръководството на клуба кръсти в негова чест клубния талисман Кунче.

## Другите за него
- Йохан Кройф: „Той е титулярното ляво крило в идеалния отбор на Нидерландия за всички времена“.
- Вим Янсен: „Кун бе индивидуален играч, не можеше да вдъхнови отбора като Йохан Кройф, но чисто технически не му отстъпваше в нищо. Беше истинско чудо, че играх в един отбор с човек, от когото исках автограф като тийнейджър“.
- Кор ван дер Гип (голмайстор на Фейенорд за всички времена): „Не се срамувам да си призная, че дължа головете си на него. Той бе като Марк Овермарс, Робен и Бекъм в едно тяло“.
- Ханс Край (съотборник на Маулейн във Фейенорд): „Когато го видях отблизо за пръв път, дори не успях да го позная. Приличаше на счетоводител. На терена този на вид незначителен човечец обаче бе в състояние да разиграва и най-злите защитници като кукли на конци“.

## Постижения
- 5 пъти шампион на Нидерландия – (1961, 1962, 1965, 1969, 1971)
- 2 пъти носител на Купата на Нидерландия – (1965, 1969)
- Носител на КЕШ – (1970)
- Носител на Междуконтиненталната купа – (1970)